# Stadtbergen
Stadtbergen é uma cidade alemã.